# Theater Münster

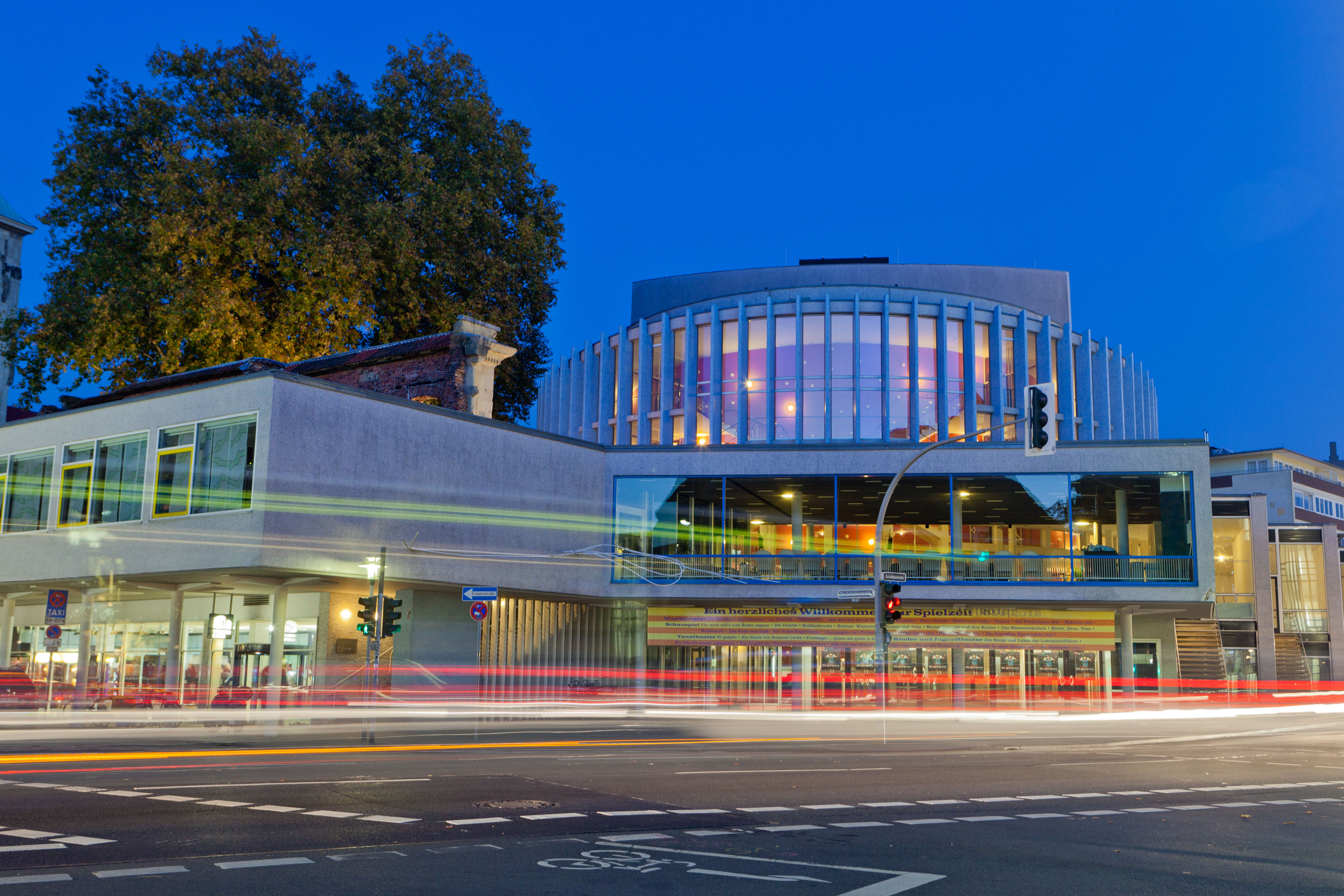
Außenansicht Theater Münster (Foto: Rüdiger Wölk, 2011)

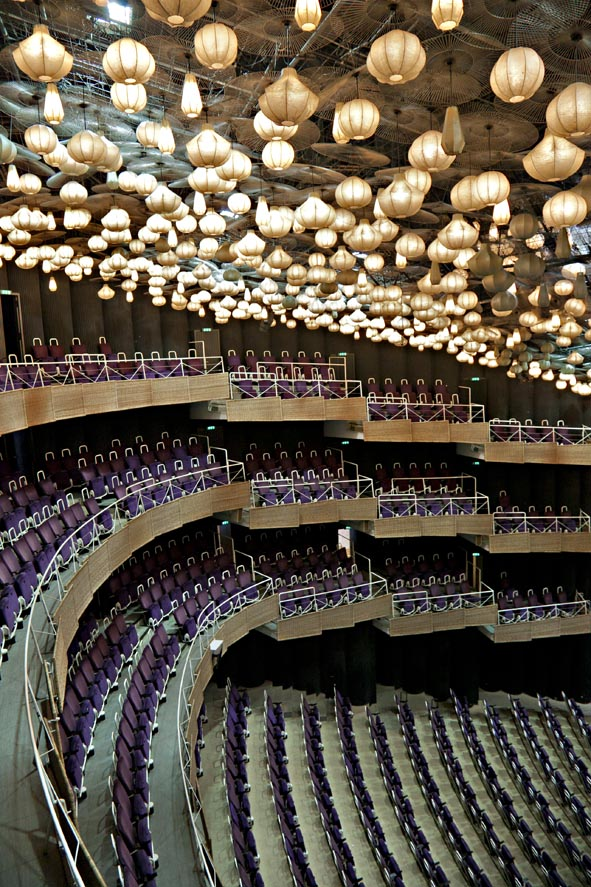
Innenansicht des Großen Hauses (Foto: 2012)

Das Theater Münster (ehemals: Städtische Bühnen Münster) ist ein Fünfspartentheater in Münster und bietet Vorstellungen der eigenen Ensembles in den Sparten Musiktheater (Oper, Operette, Musical), Schauspiel, Tanz (Ballett) und Junges Theater Münster. Außerdem finden hier die Sinfoniekonzerte des Sinfonieorchesters Münster statt. Ergänzt wird das Programm durch die Produktionen der Niederdeutschen Bühne, Gastspiele, Lesungen und Vorträge.

## Architektur
Das Theater Münster, ein Neubau aus 1956 des Architektenteams Münster um Max von Hausen mit Ortwin Rave, Werner Ruhnau und Harald Deilmann (bis 1955) und mit dem am 28. Januar 1951 eröffneten Neuen Residenztheater München einer der ersten Theaterneubauten Deutschlands nach dem Zweiten Weltkrieg, wurde unter der Intendanz von Hermann Wedekind realisiert. Den Haupteingang bekrönt die Skulptur Raum-Zeit-Plastik von Norbert Kricke aus den Jahren 1955/56.
Das Theater wird über ein zweigeschossiges Foyer erschlossen. Es legt sich um den Zuschauerraum und im Obergeschoss um einen Innenhof mit einer großen Platane und Ruine des kriegszerstörten Romberger Hofes, die Gartenfront des um 1780 errichteten klassizistisches Adelspalais des Architekten Wilhelm Ferdinand Lipper, Dieser Innenhof mit dem Theatercafé wird auch über eine Außentreppe erschlossen.
Dem Großen Haus (rund 900 Sitzplätze) wurde mit dem 1971 eröffneten Kleinen Haus mit rund 300 Plätzen eine zweite Spielstätte angegliedert. Im Untergeschoss des Kleinen Hauses befindet sich zudem das U2, eine kleine Bühne mit ca. 50 Plätzen.

## Geschichte

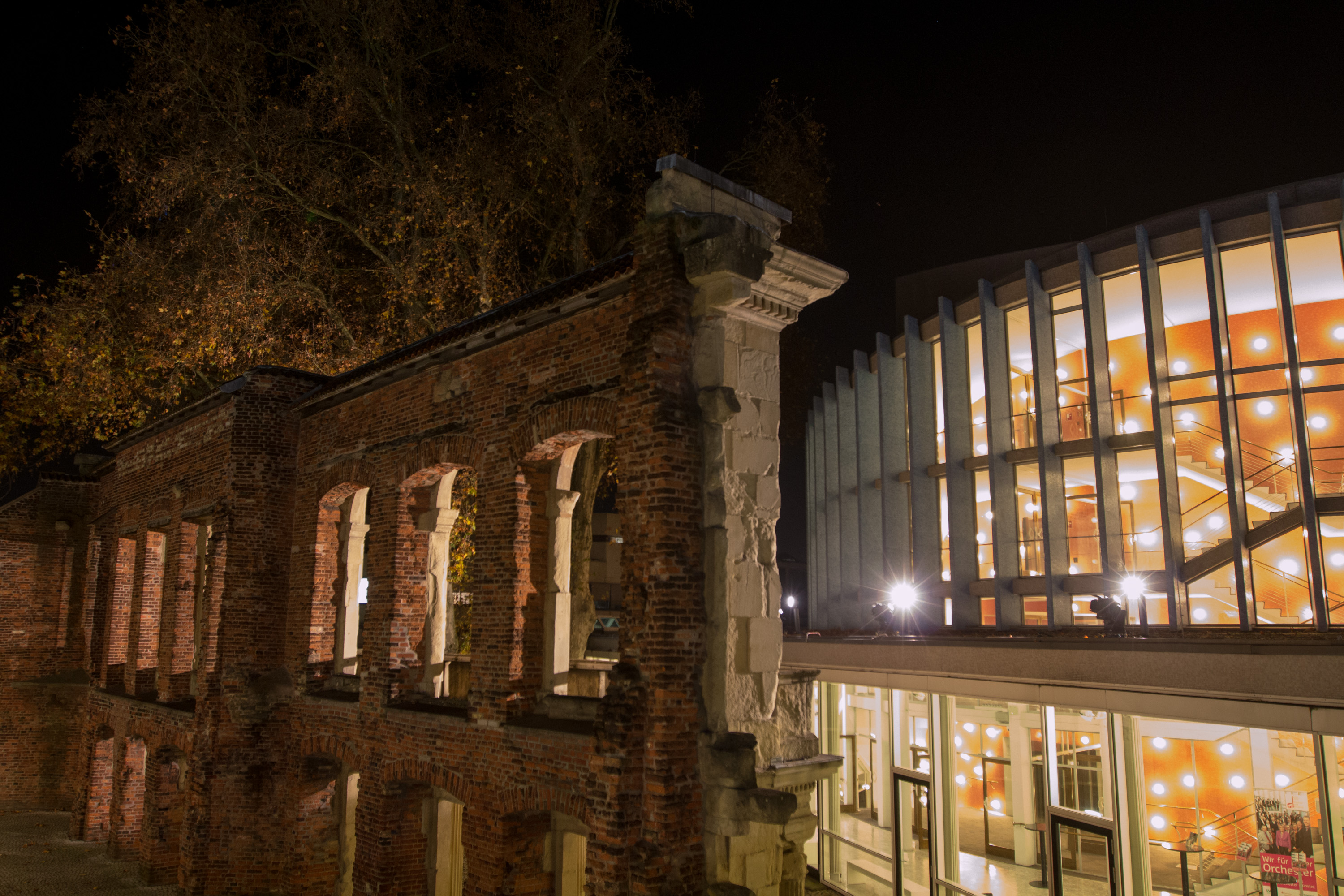
Der Innenhof des Theaters Münster mit Blick auf das Große Haus (Foto: 2014)

Die Theatertradition in Münster wurde im 18. Jahrhundert durch Franz Freiherr von Fürstenberg begründet. Der Minister ließ 1774 im ehemaligen Schlachthaus am Roggenmarkt nach Plänen des Architekten Wilhelm Ferdinand Lipper das so genannte Komödienhaus errichten, Münsters ersten Theaterbau. Die Münsteraner kamen nun in den Genuss von Singspielen und Opern. Prominenter Akteur an dieser Spielstätte war Albert Lortzing, der zwischen 1826 und 1833 als Schauspieler und Sänger in Münster tätig war.
Nach dem Abbruch des Hauses 1890 entstand mit dem wenige Jahre später eröffneten Lortzing-Theater im ehemaligen Adelshof der Familie von Romberg an der Neubrückenstraße ein eleganter Theaterbau. In den umgebauten Pferdeställen des Romberger Hofes wurde das Lortzing-Theater am 30. November 1895 mit Zar und Zimmermann als neue Spielstätte eröffnet. Im Jahr 1900 wurde das Theater um den Westerholtschen Hof, in dem schon Beethoven Konzerte gegeben hatte, in Richtung der Voßgasse erweitert. Nach der Übernahme der Gebäude durch die Stadt wurde das Theater ab 1906 als Städtisches Lortzing-Theater weitergeführt.
Alfred Bernau leitete von 1929 bis 1932 das Theater. Im Stadtführer hieß es 1930: „Die Theater der Stadt Münster sehen ihre vornehmste Aufgabe darin, Stätten wahrer, veredelter Kunst zu sein, klassische Werke und Werke moderner Autoren in Wort und Klang vorzuführen und damit als kulturelle Erziehungsfaktoren zu wirken. Neben Schauspiel und Oper darf und soll aber auch die leichte Muse zur Geltung kommen. Die moderne Operette und die Werke der Komponisten um die Jahrhundertwende sorgen für vergnügliche Stunden, ebenso vereinzelte Schwänke und Possen. Über allem weht ein Geist vornehmsten Künstlertums, reifsten, eifrigsten Schaffens im Dienste Thaliens. Eine Tanzgruppe bietet auch auf diesem Gebiet Abwechslung in dem Repertoire der beiden Bühnen Münsters.“ 
Während der NS-Zeit erhöhte das Regime die Subventionen für das Theater stark, was zu großem Zuspruch der Bevölkerung führte. So wurde unter anderem das vorher mit dem Theater Osnabrück zusammengelegte Theater wieder getrennt und die Häuser wieder in regionale Hand gelegt. Zu Kriegszeiten erhielten dann einige Kultureinrichtungen vom Propagandaministerium Sonderzahlungen, so bekam das Theater in Münster 1941 fast 500.000 Reichsmark für neue Kostüme. Dies führte wohl auch zu einem „für die Provinzbühne beachtlich hohen Niveau“, so Josef Prinz, der Chronist des Theaters im Jahr 1956. Des Weiteren wurde die Theaterzeit im dritten Reich noch im Jahr 1959 in einer Chronik als spielfreudig und premierenreich bezeichnet und damit kritiklos hingenommen. Auch Anhänger des NS-Regimes wurden im Kulturleben der Stadt Münster keineswegs verachtet oder abgelehnt. So wurde Wilhelm Vernekohl, ein Gefolgsmann der Nationalsozialisten, in den 1950er Jahren zu einem geschätzten Kulturdezernenten. Der nachsichtige Umgang der Niederdeutschen Bühne am Theater Münster mit ihrer NS-Vergangenheit könnte unter anderem daran liegen, dass ihr damaliger Leiter, Josef Bergenthal, als Landesleiter der Reichsschrifttumskammer tätig gewesen war.
Nach der Zerstörung des Theaters im Sommer 1941 durch die Luftangriffe auf Münster wurde zunächst das Foyer der Stadthalle als Notbühne mit 300 Zuschauerplätzen genutzt.  Im März 1950 fiel der Entscheid gegen eine originalgetreue Rekonstruktion der verlorenen Bauten, es sollte ein Neubau nach Plänen des städtischen Baurats Edmund Scharf entstehen. Zunächst war geplant, dass Münster ein neues Theater im Stil des monumentalen Neoklassizismus erhalten solle. Den Plänen des Architekten hatte der Rat der Stadt bereits 1950 einmütig zugestimmt; allerdings vereitelte eine akute Etatkrise die Ausführung dieser Pläne. Nach kontroverser öffentlicher Diskussion kam es zu einer Ausschreibung, die bis Oktober 1952 lief. Am 16. Mai 1954 wurde der Grundstein gelegt, am 4. Februar 1956, als erster Theaterneubau nach dem Krieg, dann das neue Haus eröffnet. Mit der Zauberflöte von Wolfgang Amadeus Mozart wurde am folgenden Tag der Spielbetrieb aufgenommen.
Am 1. Juli 2008 kam es zu einem Brand im Großen Haus. Ein von Handwerkern aufgestellter Scheinwerfer setzte den Vorhang in Brand. Die Sanierung dauerte bis Oktober 2008.
Anfang Februar 2012 wurde die Umbenennung der Städtischen Bühnen Münster bekannt gegeben, die seit September 2012 den Namen Theater Münster tragen.
Seit Mitte der 1990er Jahre findet im Theater Münster das Internationale Jazzfestival Münster statt.
Der Theatertalk ist eine Radiosendung vom Theater Münster. Die Redaktion berichtet über die aktuelle Spielzeit, Premieren neuer Stücke und weitere Projekte am Theater Münster. Die Sendung wird beim medienforum münster e. V. produziert und ist im Bürgerfunk bei Antenne Münster sowie in der Mediathek von NRWision zu hören.

## Spielplan
In jeder Spielzeit stehen im Großen Haus, im variablen Kleinen Haus und in der neuen Spielstätte Studio rund 30 Premieren und 600 Vorstellungen auf dem Spielplan.
Musiktheater
Das Musiktheater Münster zeigt Werke von der Barockzeit bis zur Gegenwart. Oper, Operetten und Musicals werden vom Sängerensemble, dem Chor und dem Sinfonieorchester Münster dargeboten.
Schauspiel
Das Schauspiel Münster bringt die großen Werke der Weltliteratur ebenso wie Ur- und Erstaufführungen junger Autoren auf die Bühne.
Tanz
Das international zusammengesetzte Ensemble des Tanz Münster legt den Schwerpunkt auf den zeitgenössischen Tanz. Choreografische Interpretationen literarischer Vorlagen stehen ebenso auf dem Programm wie abstrakte Tanzabende, Gastchoreografien, eigene Stückentwicklungen und Musiktheater.
Junges Theater
Das Junge Theater Münster spielt Märchen- und Mythenstoffe ebenso wie zeitgemäße Bearbeitungen von Klassikern, Stückentwicklungen, Uraufführungen und Stücke junger Autoren, die sich mit der Lebenswelt der jungen Zuschauer beschäftigen. Daneben gibt es Möglichkeiten zum Mitspielen sowie Einführungen, Workshops und Probenbesuche.
Konzerte
Mit rund 80 Konzerten pro Jahr präsentiert das Sinfonieorchester Münster sinfonische Werke, Kammerkonzerte, Kinder-, Chor- und Kinokonzerte sowie Open-Air-Veranstaltungen. Kooperiert wird mit Solisten ebenso wie mit befreundeten Orchestern, was Aufführungen aufwendiger Werke mit großer Besetzung ermöglicht.

## Generalintendanten
- Alfred Bernau (1929–1932)
- Erich Pabst (1938–1944)
- Hermann Wedekind (1951–1954)
- Bruno von Niessen (1955–1957)
- Leon Epp (1957–1960)
- Alfred Erich Sistig (1960–1968)
- Horst Gnekow (1968–1973)
- Frieder Lorenz (1973–1983)
- Karl Wesseler (1983–1989)
- Achim Thorwald (1989–1996)
- Thomas Bockelmann (1996–2004)
- Wolfgang Quetes (2004–2012)
- Ulrich Peters (2012–2022)[7]
- seit 1. Januar 2022: Katharina Kost-Tolmein[8]

## Generalmusikdirektoren
- Robert Wagner (1951–1961)
- Reinhard Peters (1961–1970)
- Alfred Walter (1970–1985)
- Lutz Herbig (1985–1992)
- Will Humburg (1992–2004)[9]
- Rainer Mühlbach (2004–2007)[10]
- Fabrizio Ventura (2007–2017)[11]
- Golo Berg (ab 2017)

## Rahmenprogramm

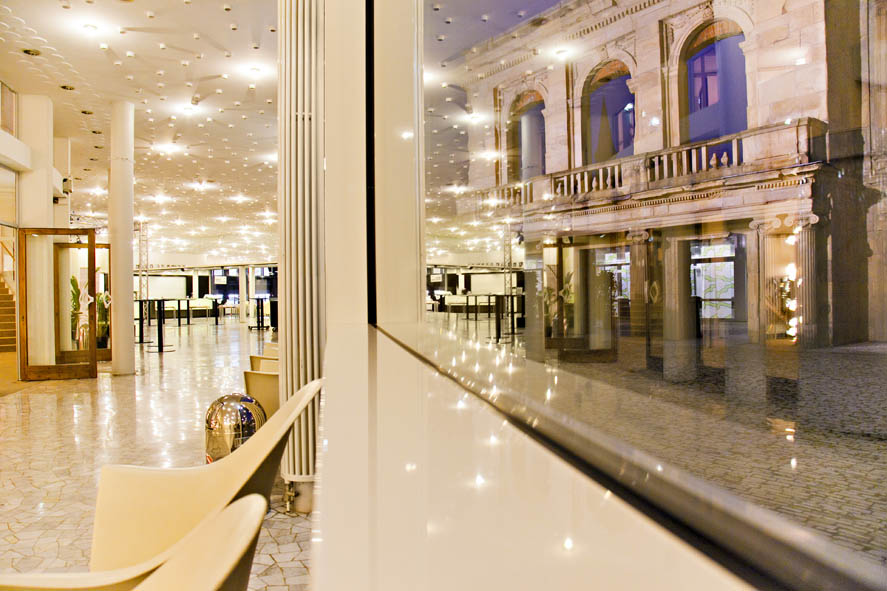
Das Foyer des Theaters Münster mit Blick auf die Ruine im Innenhof

### VortragsreiheGelehrte im Theater
Von 2004 bis 2020 fand im Theater Münster die Vortragsreihe Gelehrte im Theater statt.
Die Vortragsreihe wurde in Kooperation mit der Westfälischen Wilhelms-Universität Münster begründet. Seit 2007 war das Stadtmuseum Münster Mitveranstalter der Reihe. Initiator, Organisator und Moderator der Veranstaltungsreihe war der ehemalige Dramaturg und Pressesprecher des Theaters Wolfgang Türk. Die Reihe Gelehrte im Theater widmete sich unter Beteiligung namhafter Wissenschaftler alljährlich in einem dreimonatigen Veranstaltungszeitraum geistesgeschichtlichen und kulturhistorischen Fragestellungen.

### Theatergespräche
Die Veranstaltungsreihe Theatergespräche wurde 2009 begründet. In den Theatergesprächen referieren Wissenschaftler zu einem literarischen, kunsthistorischen oder kulturgeschichtlichen Thema. Schauspieler aus dem Ensemble des Theaters lasen oder rezitierten ausgewählte Briefe, Tagebuchnotizen, Passagen aus literarischen Werken, Kritiken, Zeitzeugenberichte etc., so dass sich für das Publikum eine Dialogsituation zwischen Wissenschaft und Kunst, Theorie und Praxis ergibt. Die Reihe wurde von ihrem Begründer Wolfgang Türk moderiert und organisiert.
Themen waren:
2009: Anna, Effi, Nora und die anderen – Literarische Frauengestalten des 19. Jahrhunderts;
2010: Der Spießer – Eine literarische Anatomie der Mittelmäßigkeit;
2010: Eros und Macht – Die femme fatale in der Literatur der Jahrhundertwende;
2010/11: Frauen um Goethe;
2011: Die Diva;
2011/12: Heinrich von Kleist;
2012: Der Dandy;
2012/13: Gerhart Hauptmann;
2013/14: Georg Büchner;
2014/15: Frank Wedekind.

## Fotogalerie
Am Tag des offenen Denkmals im Jahr 2005 wurden die nachfolgenden Fotos aufgenommen.

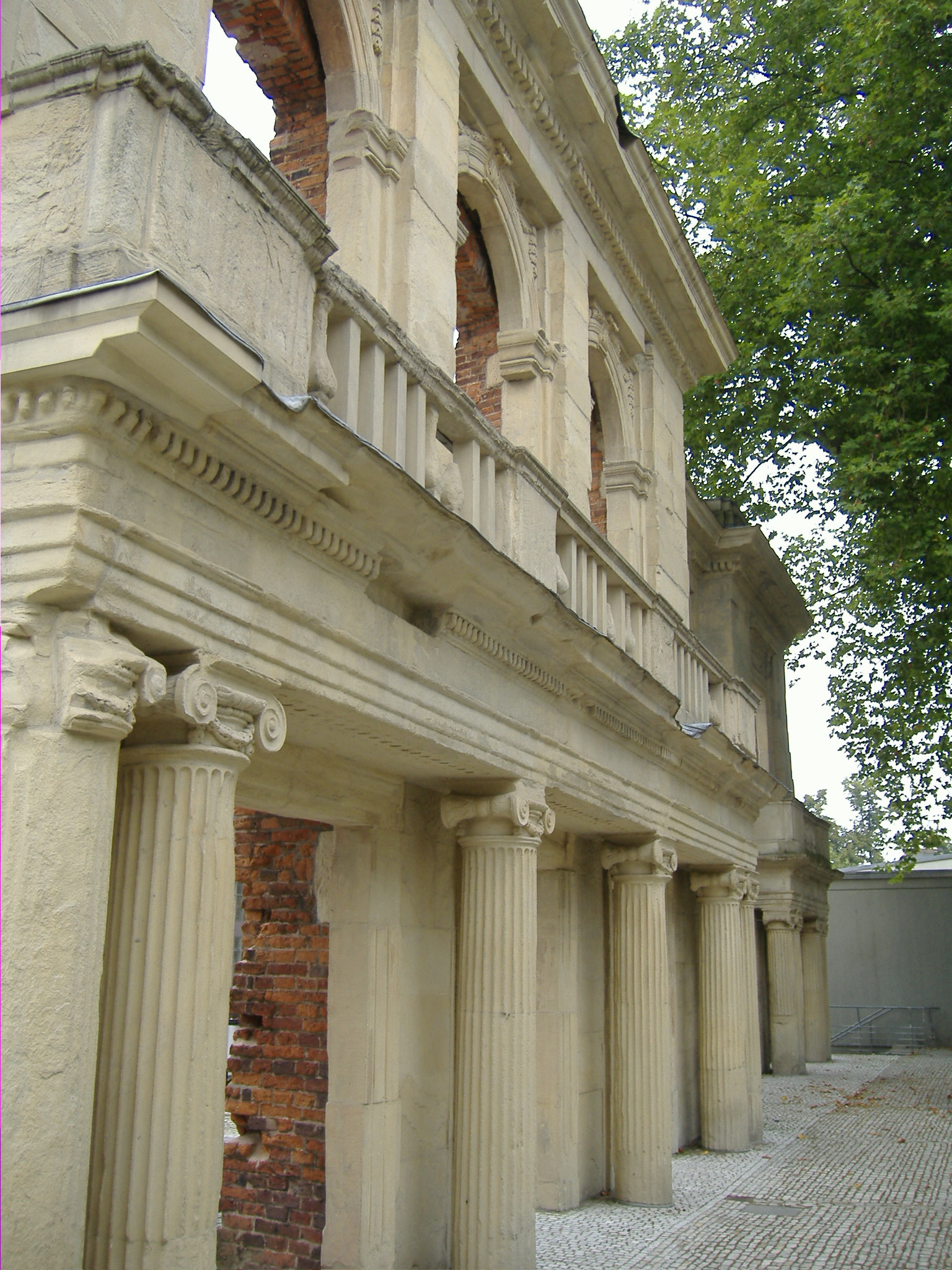
Ruine der alten Musikschule, die im Innenhof der Städtischen Bühnen integriert wurde
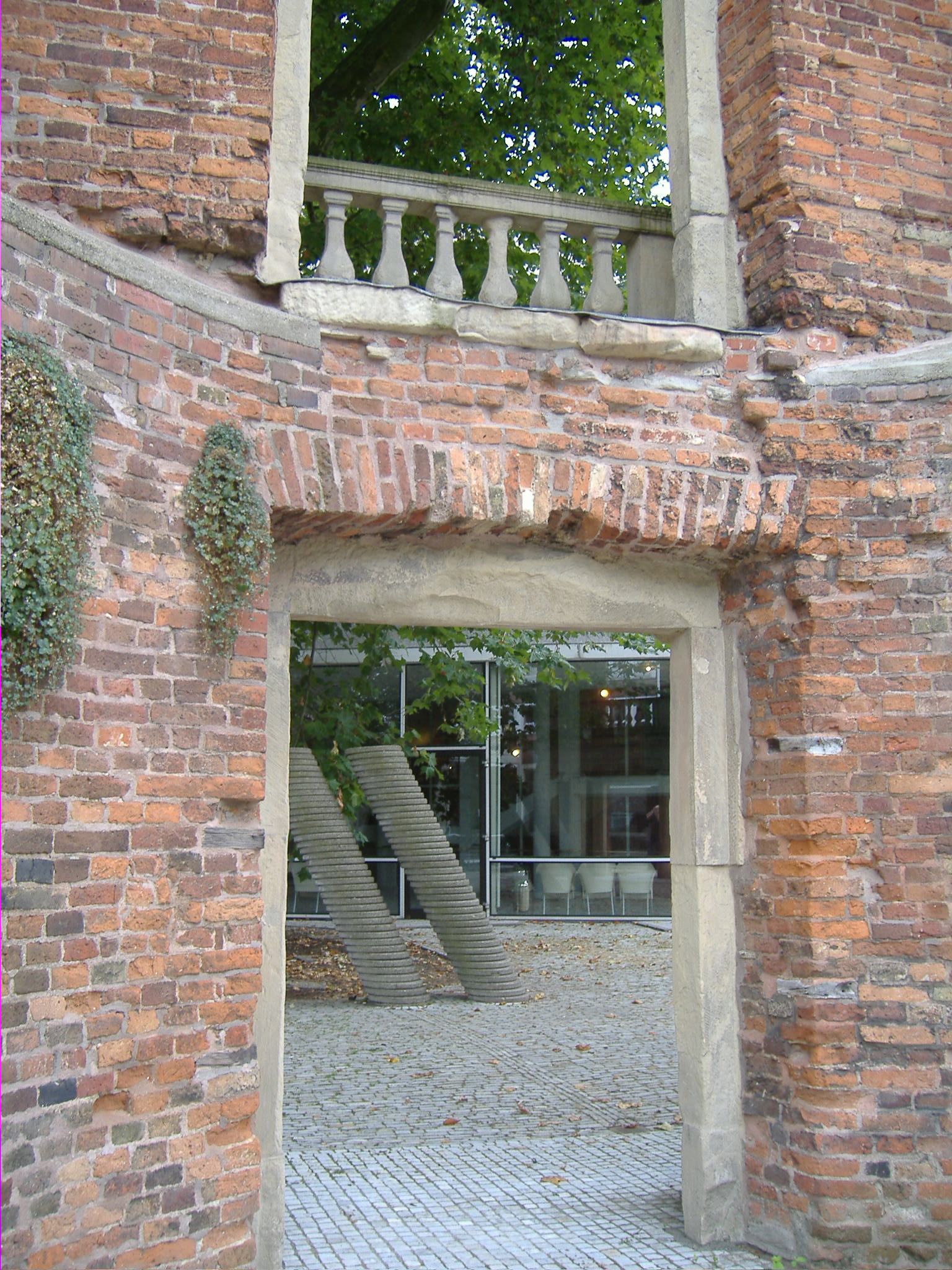
Ruine der alten Musikschule und Skulptur
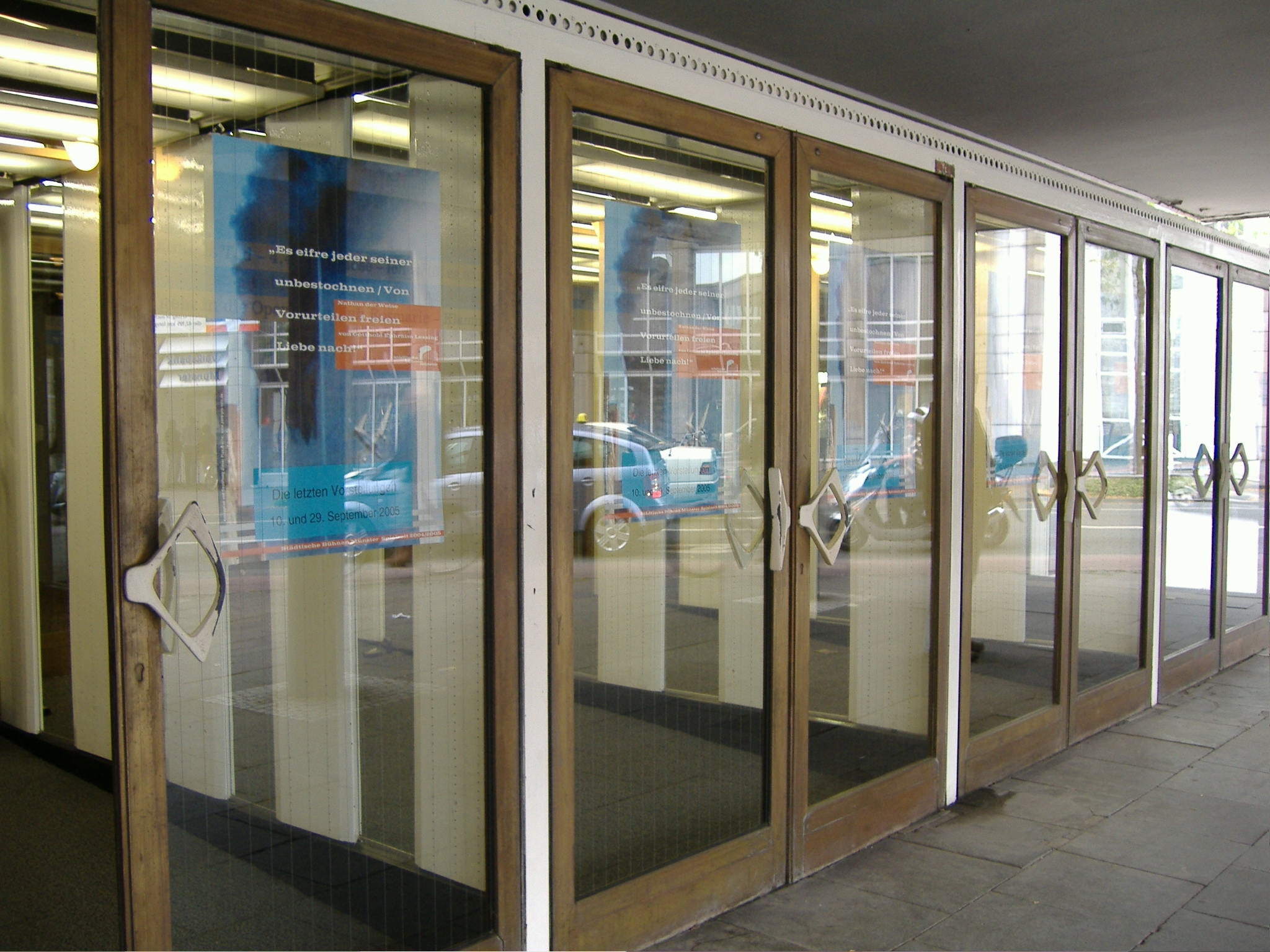
Eingangsbereich
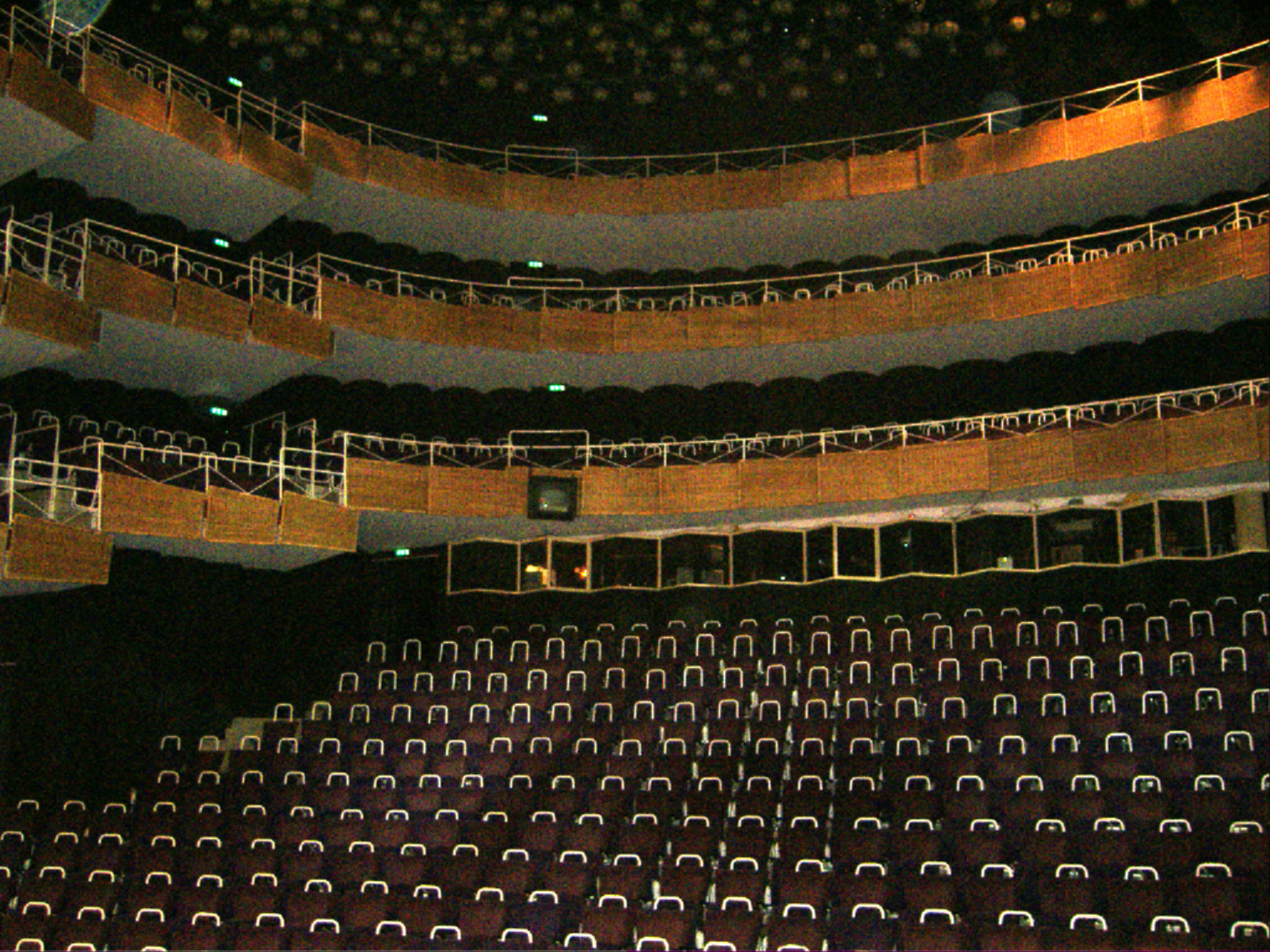
Blick in den Zuschauerraum von der Bühne aus